# Melanagromyza luthulii
Melanagromyza luthulii är en tvåvingeart som beskrevs av Spencer 1964. Melanagromyza luthulii ingår i släktet Melanagromyza och familjen minerarflugor. Inga underarter finns listade i Catalogue of Life.